# Patrick Johansson Keraudren
Pour les articles homonymes, voir Johansson.
Patrick Johansson Keraudren (né à Rouen en 1946) est un chercheur, anthropologue et historien français ayant également la nationalité mexicaine. Il est le premier élu d'origine non-hispanophone à siéger à l'Académie mexicaine de la langue, pour ses travaux sur la langue aztèque, le náhuatl.

## Biographie
Patrick Johansson Keraudren s'installe au Mexique à l'âge de 23 ans. Docteur en lettres des universités de Bordeaux et de La Sorbonne à Paris, il devient professeur à la Faculté de Philosophie et de Lettres de l'UNAM dès 1992, mais il anime des colloques et des séminaires depuis 1979 sur le náhuatl au Séminaire de Culture Náhuatl de l'UNAM. 
En 1999, il obtient la nationalité mexicaine.
En 2010, il devient le premier non hispanophone à faire son entrée à l'« Academia Mexicana de la Lengua », l’Académie Mexicaine de la langue, filiale de l’Académie royale espagnole.

## Travaux
- « La palabra, la imagen y el manuscrito », La parole, l'image et le manuscrit, c'est son œuvre la plus importante. Dans ce livre publié en 2004, Patrick Johansson Keraudren apporte une nouvelle lecture sur les pérégrinations des Aztèques à travers le Codex Boturini[1].